# Федорівка (Миколаївський район)
Фе́дорівка — село в Україні, у Коблівській сільській громаді Миколаївського району Миколаївської області. Населення становить 151 особу.

## Символіка
На гербі Федорівки зображені водойма та риби, як данина риболовецьким традиціям села.

## Географія
Селом тече балка Яр Тузла.

## Історія
Село засноване наприкінці XVIII ст. Федором Барятинським, звідси й назва. У ХІХ столітті у вжитку була назва Барятинське.
У 1896 році у с. Федорівка (Барятинське) нараховувалось 45 дворів, в яких проживало 247 жителів (135 чоловіків і 112 жінок).
До 1921 року — село Федорівка належало до Тузлівської волості Одеського повіту Херсонської губернії.
З 1921 по 1925 роки — центр Федорівської сільської ради, до якої належати також село Бессарабка, хутір Капустине і хутір Чилова Коса.
У 20-х роках минулого століття село мало українізовану назву — Хведорівка.
З 1930 — по 1950 роки у селі діяв колгосп «Показчик».
Наприкінці вересня 1950 року колгосп «Показчик» разом із іншими господарствами Тузлівської сільської ради (ім. Леніна, с. Вікторівка та ім. Дзержинського, ім. Фрунзе, с. Тузли) об'єднались в один укрупнений колгосп ім. Фрунзе.
З 1925 по 1985 роки — село було підпорядковане Тузлівській сільській раді.
На початку квітня 1944 року у селі розташовувався штаб 5-ї ударної армії.
З 1985 року по грудень 2016 року — село було підпорядковане Новофедорівській сільській раді.

## Населення

### Мова
Розподіл населення за рідною мовою за даними перепису 2001 року:
| Мова            | Кількість | Відсоток |
| --------------- | --------- | -------- |
| українська      | 141       | 83.93%   |
| російська       | 21        | 12.50%   |
| інші/не вказали | 6         | 3.57%    |
| Усього          | 168       | 100%     |

## Сучасність

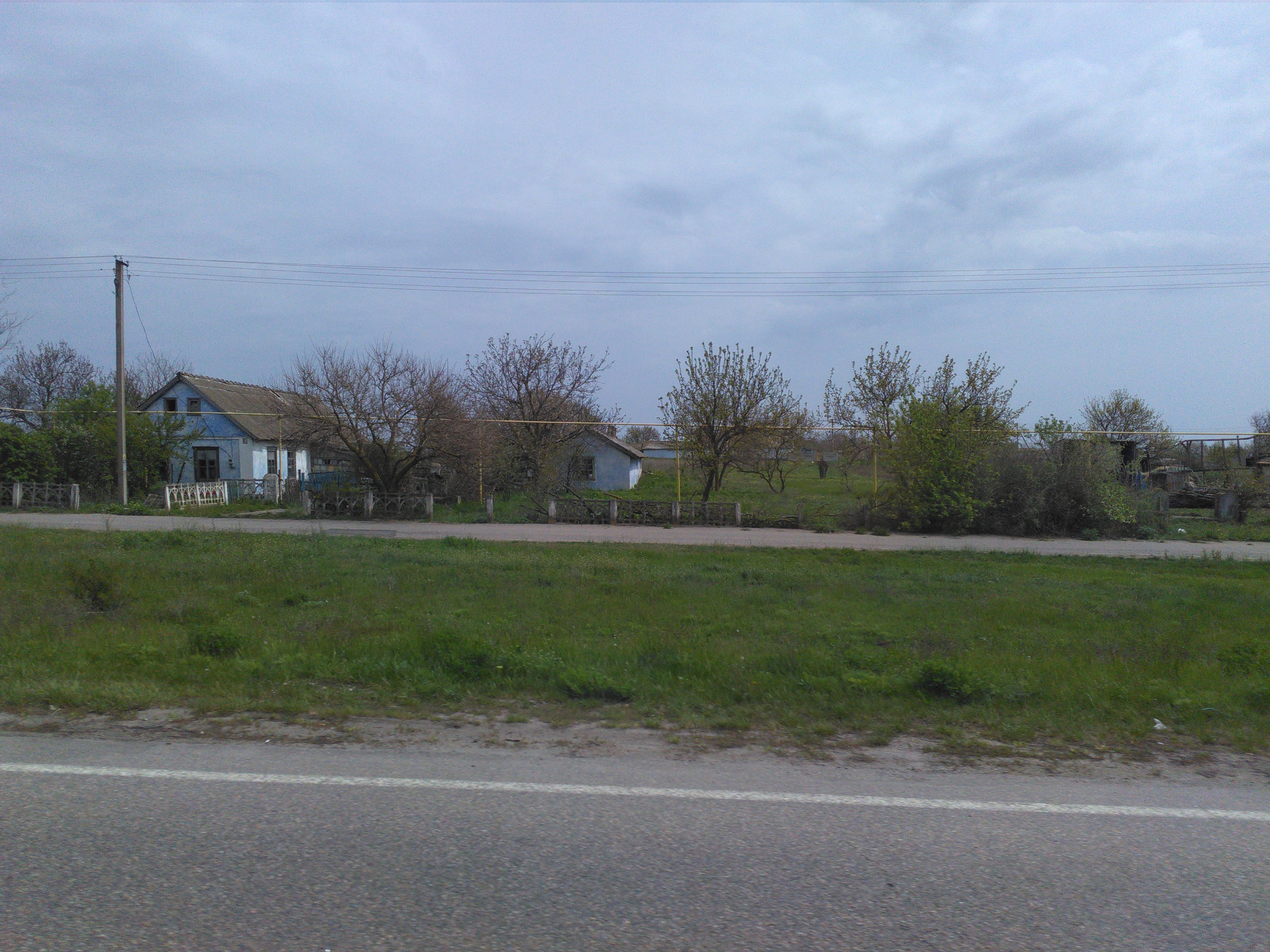
Федорівка, 30 квітня 2019

У жовтні 2016 року більшість мешканців села Федорівка створила перший у Березанському районі орган самоорганізації населення (ОСН) «Комітет села Федорівка Березанського району», було обрано керівництво Комітету, затверджено план роботи і основних проблем, які необхідно вирішити.
З грудня 2016 року — село підпорядковане Коблівській громаді.

## Вулиці
Вулиця Набережна, Вулиця Одеська, Вулиця Степова.
Примітно, що саме ці назви вулиць є також основними шляхами сполучення села Коблевого.
Повз село проходить автошлях М 14.

## Пам'ятки
Пам'ятки історії місцевого значення:
- Братська могила радянських воїнів на місцевому кладовищі/

## Відомі мешканці

### Уродженці
- Шеремет Катерина Геннадіївна  (нар. 1 травня 1992) — українська спортсменка, академічна веслувальниця, бронзова призерка літньої Універсіади у Казані, майстер спорту України міжнародного класу.